# Salvo D’Acquisto

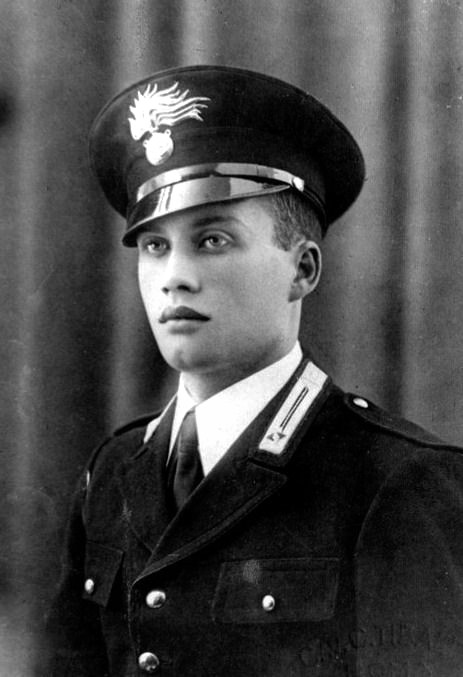
Salvo D’Acquisto (1939)

Salvo D’Acquisto (* 15. Oktober 1920 in Neapel; † 23. September 1943 in Palidoro) war ein Unteroffizier der italienischen Carabinieri. Er opferte sein Leben für 22 Zivilisten, die von der deutschen 2. Fallschirmjäger-Division als Repressionsmaßnahme gegen Widerstandskämpfer erschossen werden sollten.

## Leben
D’Acquisto trat 1939 als Freiwilliger in die Carabinieri-Truppe ein und nahm am Krieg in Nordafrika teil, wo er auch verwundet wurde. Nach seiner Genesung absolvierte er einen Unteroffizierslehrgang und diente dann in der Carabinieri-Station von Torre in Pietra, ein an der Via Aurelia gelegener Ort etwa 30 km außerhalb von Rom (heute als Torrimpietra ein Stadtteil von Fiumicino).
Nach der Kapitulation Italiens am 8. September 1943 besetzten deutsche Truppen das Land und gingen gegen italienische Partisanen und Widerstandsgruppen (Resistenza) vor. Am 22. September 1943 durchsuchten deutsche Soldaten einige (wahrscheinlich von der Guardia di Finanza zurückgelassene) Munitionskisten in der Nähe des Ortes Torre di Palidoro, der in den Zuständigkeitsbereich der Carabinieri-Station von Torre in Pietra fiel. Während der Durchsuchung einer Munitionskiste explodierte eine Handgranate, wodurch ein deutscher Soldat getötet und mehrere andere verletzt wurden.
Der Kommandant der deutschen Fallschirmjäger machte daraufhin nicht näher benannte ortsansässige Aufständische für diesen „Anschlag“ verantwortlich und forderte Carabinieri an. Da der Stationschef von Torre in Pietra verhindert war, leitete D’Acquisto als sein Stellvertreter die Ermittlungen und kam zu dem Schluss, dass es sich bei der Explosion um einen Unfall gehandelt haben musste. Der deutsche Kommandant beharrte jedoch auf seiner Anschlagstheorie und ordnete gemäß einem wenige Tage alten Befehl Kesselrings Repressalien gegen die Zivilbevölkerung an.
Nach einer kurzen Razzia trieb man 22 willkürlich ausgewählte Personen der umliegenden Bauernhöfe zusammen, die D’Acquisto auf deutschen Befehl hin kurz befragen musste. Nachdem sich alle 22 für unschuldig erklärt hatten, verlangte man die Preisgabe der Hintermänner. Als man auch hier nach Beschimpfungen und Handgreiflichkeiten gegen D’Acquisto zu keinem Ergebnis kam, beschloss man die Erschießung der Gefangenen, die zusammen mit D’Acquisto umgehend ein Massengrab ausheben mussten.
Um die 22 Menschen vor dem Tod zu bewahren, bezichtigte sich D’Acquisto selbst  des vermeintlichen Anschlags. Er hob hervor, dass er allein die Verantwortung für den Anschlag trug und diesen auch ohne fremde Hilfe vorbereitet hatte. Er forderte die sofortige Freilassung aller 22 Gefangenen. Dem stimmte der deutsche Kommandant zu.
D’Acquisto starb mit 22 Jahren. Er ruht heute in der Kirche Santa Chiara in Neapel.

## Ehrungen

David Moroder: Denkmal Salvo D’Acquisto im Peter-Rosegger-Park in Bozen (1990)

Für seine Tat erhielt er postum den höchsten italienischen Militärorden (Goldmedaille für militärische Tapferkeit).
Nach Acquisto wurden eine Kaserne in Rom (Caserma Salvo D’Acquisto im Tor di Quinto) sowie eine Militärschule in Velletri benannt.
Die selbstlose Tat des Carabiniere war Vorlage für einen gleichnamigen Film im Jahr 1974 und eine gleichnamige Mini-Serie des italienischen Senders Rai in 2003. Im Jahr 2003 wurde unter der Schirmherrschaft des damaligen italienischen Präsidenten Carlo Azeglio Ciampi eine Oper aufgeführt, in der die Tat D’Acquistos vorkommt.
In vielen italienischen Städten findet sich ein Denkmal in Erinnerung an Salvo D’Acquisto. In seiner Geburtsstadt Neapel wurde ihm 1971 ein modern gestaltetes Denkmal gesetzt: eine durchbrochene Stahlplatte symbolisiert die zusammengetriebenen Personen, davor steht überlebensgroß ein Mensch und schützt mit seinem Körper die übrigen.
In Bozens Roseggerpark erinnert seit 1990 eine von David Moroder entworfene Statue an Salvo D’Acquisto.

## Seligsprechungsverfahren
Die katholische Kirche leitete für ihn den Seligsprechungsprozess ein. In dessen Verlauf bestätigte Papst Franziskus am 25. Februar 2025 sein Lebensopfer entsprechend dem Apostolischen Schreiben Maiorem hac dilectionem. Für die Seligsprechung ist somit noch die Anerkennung eines Wunders erforderlich.